# Michael Seufert

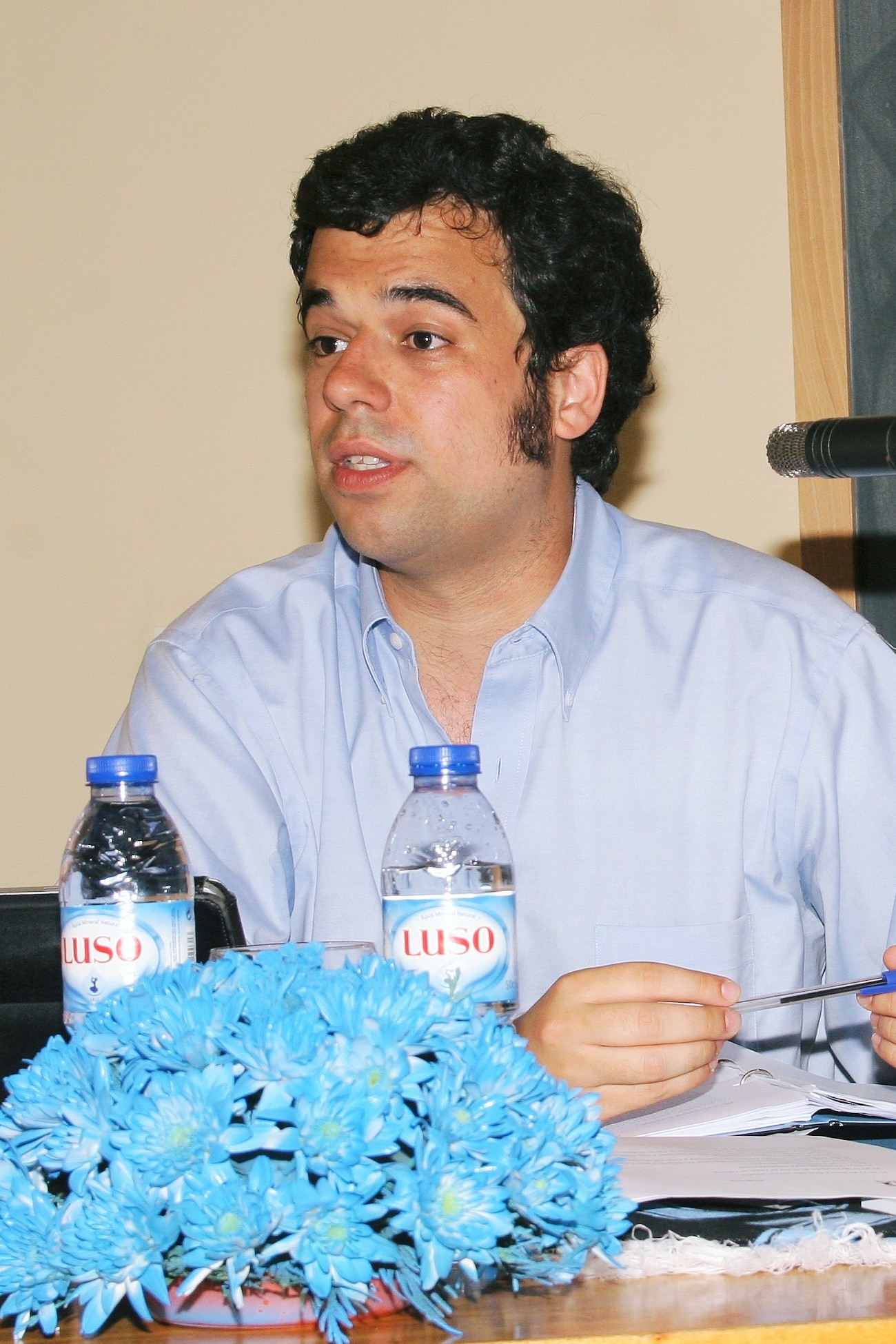
Michael Seufert

Michael Lothar Mendes Seufert (Porto, 15 de Abril de 1983), é um político português. Foi presidente da Juventude Popular entre 2009 e 2011 e foi deputado à Assembleia da República pelo CDS-PP.

## Biografia
Antigo coordenador do Gabinete de Estudos Gonçalo Begonha, foi eleito presidente da Comissão Política Nacional da Juventude Popular em Maio de 2009. Quatro meses depois, é o quarto deputado eleito pelo CDS-PP no círculo eleitoral do Porto nas eleições legislativas. Volta a ser candidato a deputado na mesma posição nas eleições legislativas de 2011, tendo sido novamente eleito.
Foi considerado um dos 10 portugueses da área política mais influentes no Twitter em 2012, num estudo internacional.
Envolveu-se numa polémica com a Sociedade Portuguesa de Autores, cujo presidente José Jorge Letria o acusou de estar a "mover influências contra o projeto de Lei da Cópia Privada dentro da Assembleia da República."
Segundo um estudo realizado pela empresa de consultoria de comunicação Imago-Llorente & Cuenca, em parceria com a Universidade Católica Portuguesa, divulgado em março de 2015, Michael Seufert é o terceiro político mais influente da rede social Twitter, em Portugal, numa lista liderada pelo líder do partido político LIVRE, Rui Tavares.
É mestre em Engenharia Electrotécnica e de Computadores pela Faculdade de Engenharia da Universidade do Porto, com uma dissertação sobre votação electrónica.